# تشيلتون أ. وايت
تشيلتون أ. وايت هو محامي وسياسي أمريكي، ولد في 6 فبراير 1826 في جورجتاون في الولايات المتحدة، وتوفي بنفس المكان في 7 ديسمبر 1900. نشط حزبياً في الحزب الديمقراطي. وقد انتخب عضو مجلس ولاية أوهايو ‏ وانتخب عضو مجلس النواب الأمريكي ‏.